# María Victoria Domínguez
María Victoria Domínguez Paredes (Valdeobispo, Cáceres, 1962) es una política española, diputada de Ciudadanos en la Asamblea de Extremadura.

## Biografía
Nacida en Valdeobispo (Cáceres, Extremadura), Victoria Domínguez es licenciada en Derecho por la Universidad de Salamanca.
Ha desarrollado su carrera profesional como abogada en Plasencia, con un despacho propio que abrió en 1997. Además, ha ejercido como juez en diferentes ciudades de la geografía española como Mondoñedo (Lugo) y entre 1995 y 1997 fue fiscal del Tribunal Superior de Justicia de Extremadura.
Además, es profesora tutora de Derecho del Trabajo del centro que la Universidad Nacional de Educación a Distancia (UNED) tiene en Plasencia.

## Carrera política
Victoria Domínguez inicia su carrera política en la década de los 90 en el Partido Popular, formación con la que logró ser concejala en el Ayuntamiento de Plasencia en la legislatura 2003-2007.
En 2007 abandonó la formación popular para fundar su propio partido político, Unión del Pueblo Extremeño (UPEx), junto a otros compañeros, partido con el que logró revalidar su cargo como concejal en el Ayuntamiento de Plasencia en 2011. En noviembre de 2014, UPEx se disolvió para integrarse en Ciudadanos.
Domínguez se afilió al partido de Albert Rivera a finales de 2014 y en marzo de 2015 ganó las primarias para ser la candidata a la presidencia de Extremadura. Tras las elecciones del 24 de mayo, Domínguez logró el escaño y se convirtió en diputada de la Asamblea de Extremadura.
Tras la toma de posesión, Victoria Domínguez se convirtió en la portavoz del grupo mixto y en la Secretaria Tercera de la Mesa de la Asamblea. Además, es la presidenta de la comisión no permanente de estudio sobre la reforma del Estatuto de Autonomía de Extremadura.